# Tribalus colombius
Tribalus colombius är en skalbaggsart som beskrevs av Sylvain Auguste de Marseul 1864. Tribalus colombius ingår i släktet Tribalus och familjen stumpbaggar. Inga underarter finns listade i Catalogue of Life.